# Web Ontology Language for Web Services
Pour les articles homonymes, voir OWL.
Web Ontology Language for Web Services (OWL-S) est une ontologie basée sur le dialecte XML OWL, permettant la description des propriétés et des capacités d'un service web.